# Oreimo - My Sister Can't Be This Cute
Oreimo - My Sister Can't Be This Cute (俺の妹がこんなに可愛いわけがない?, Ore no imōto ga konna ni kawaii wake ga nai, lett. "Non è possibile che mia sorella minore sia così carina"), noto anche come Ore no imōto (俺の妹?) o Oreimo (俺妹?) è una serie di light novel giapponese scritta da Tsukasa Fushimi e illustrata da Hiro Kanzaki. Diciassette volumi sono stati pubblicati dal 10 agosto 2008 al 10 settembre 2021 da ASCII Media Works.
Un adattamento manga disegnato da Sakura Ikeda composto da 4 volumi è stato serializzato su Dengeki G's Magazine edito da ASCII Media Works. Un manga spin-off, dal titolo Ore no kōhai ga konna ni kawaii wake ga nai (俺の後輩がこんなに可愛いわけがない? lett. "Non è possibile che la mia kōhai sia così carina"), incentrato sul personaggio di Kuroneko è stato serializzato su Dengeki G's Magazine dal 30 maggio 2011 al 30 maggio 2015.
Un adattamento animato di 12 episodi prodotto da Anime International Company (AIC) è andato in onda in Giappone tra ottobre e dicembre 2010 su Tokyo MX e altre reti. Quattro episodi aggiuntivi, che offrono un finale alternativo alla serie TV, sono stati trasmessi in streaming mensilmente tramite il sito web ufficiale e altri siti di video in streaming tra febbraio e maggio 2011. La serie TV è stata poi pubblicata su Blu-ray Disc e in DVD nel mese di giugno e luglio 2011. Una seconda stagione, prodotta stavolta da A-1 Pictures e composta da 13 episodi, è stata trasmessa dal 7 aprile al 30 giugno 2013. Altri tre episodi aggiuntivi alla seconda stagione sono stati pubblicati in streaming sul sito ufficiale e su Crunchyroll dal 17 agosto al 31 agosto 2013.
In Italia è inedita.

## Trama
Kyōsuke Kosaka, un normale studente diciassettenne che frequenta una scuola superiore a Chiba, non è mai andato d'accordo con sua sorella minore Kirino fin dalla sua nascita. Più a lungo di quanto egli possa ricordare, Kirino ha ignorato i suoi andirivieni e lo ha sempre guardato con occhi infastiditi. Ma quando sembrava che tale rapporto tra Kyosuke e la sorella, ora quattordicenne, sarebbe continuato così per sempre, un giorno Kyōsuke scopre per caso un DVD di un anime di genere mahō shōjo che era caduto all'ingresso di casa sua dopo essersi scontrato con sua sorella. Con gran sorpresa di Kyōsuke, trova un eroge nascosto (un gioco per adulti) al suo interno e capisce presto che sia il DVD che il gioco appartengono a Kirino. Quella notte Kirino porta Kyōsuke nella sua stanza e gli rivela essere un otaku con una vasta collezione di anime e videogame moe che hanno protagoniste sorelle minori tutti a tema eroge nascosti in un armadio segreto della sua camera. Kyosuke diventa così rapidamente confidente con Kirino per il suo hobby segreto.

## Personaggi
Kyōsuke Kōsaka (高坂 京介?, Kōsaka Kyōsuke)
Doppiato da: Yūichi Nakamura
Il protagonista: uno studente di diciassette anni. Egli ha un rapporto difficile con la sorella minore Kirino, che tende sempre ad ignorarlo e non parlargli insieme, neppure a tavola assieme ai genitori (i quali, a loro volta, raramente gli chiedono com'è andata la giornata, chiedendolo per lo più a Kirino). Tuttavia, quando scopre che la sorella è appassionata di videogiochi eroge e che, in segreto, è una otaku e tiene nascosti nella sua camera molti prodotti di anime e videogiochi, egli le rivela che il suo hobby non sia strano e inizia ad avere un rapporto di consultazione con la sorella. Infatti Kyōsuke promette alla sorella che la avrebbe aiutata a tenere nascosto il fatto che lei sia un'otaku e a fare tutto ciò che voleva per raggiungere tale scopo, anche se poi Kirino inizia a chiamare sempre più spesso il fratello per fargli giocare alcuni eroge o a compiere altri hobby da otaku. Come si racconta all'inizio della storia, anche lui teneva nascosti in camera dei volumetti, a quanto pare, di manga di genere hentai.
In passato, Kyōsuke aveva dei voti molto buoni ed era il corridore più veloce nella sua scuola elementare (l'equivalente di Kirino, insomma). Aveva anche la tendenza a prendere tutto di petto, pensando che non ci fosse niente che non potesse affrontare, e spesso diceva "Lascia fare a me". Tuttavia, dopo un incidente di trekking che lo lasciò pieno di rammarico, viene convinto da Manami che non doveva per forza affrontare tutto. Questo però cambiò drasticamente la sua personalità competitiva in quella di una persona che desiderava solo vivere una vita normale, e anche i suoi studi e l'atletica ne risentirono.
Kirino Kōsaka (高坂 桐乃?, Kōsaka Kirino)
Doppiata da: Ayana Taketatsu
Kirino è la sorella minore di Kyōsuke e ha 14 anni. È una studentessa che assieme a due amiche e compagne di classe partecipa a competizioni sportive e svolge la professione di modella. Nasconde a tutti, eccetto poi al fratello, il suo essere otaku e tsundere, oltre alla sua passione per le sorelle minori e il fatto che giochi a videogiochi eroge acquistati con i suoi guadagni da modella. Spinta da Kyōsuke, riuscirà a conoscere due otaku in un raduno off-line e a diventare loro amica. Il suo nickname con la quale è conosciuta sia nel web che nei videogiochi è Kiririn. È appassionata di una serie TV anime che ha per protagonista una streghetta che sconfigge i nemici delle tenebre, del quale tiene tutte le edizioni diverse dei DVD e dei Bluray. È sempre in competizione con Kuroneko, della quale critica sempre il suo titolo preferito, Masquerade.
Manami Tamura (田村 麻奈実?, Tamura Manami)
Doppiata da: Satomi Satō
Manami è un'amica d'infanzia di Kyōsuke. Indossa sempre degli occhiali ed è descritta da Kyōsuke come una ragazza assolutamente normale, fatto che lei vede come un complimento da parte sua. Manami ha una cotta per Kyōsuke e arrossisce ai suoi complimenti. A causa del tempo che trascorrono insieme, le persone attorno li scambiano per due giovani ad un appuntamento; inoltre i membri della famiglia di Manami dicono che dovrebbero già sposarsi, poiché considerano oramai Kyōsuke parte della loro famiglia. Kyōsuke spiega di considerare Manami non più di un'ottima amica d'infanzia, anche se non vuole che lei abbia un fidanzato per diverse ragioni. Molte volte lui è inconsapevole del fatto che Manami cerchi di avvicinarsi a lui di più cercando di fare le cose che solitamente fanno le coppie e svolga volentieri faccende che possano in qualsiasi modo compiacerlo e renderlo felice, come ad esempio cucinare e pulire. In accordo con Kyōsuke, i suoi modelli di discorso simile a quello di una nonna o una vecchia signora. Il lungo tempo dell'amicizia con Manami di Kyōsuke gli ha impedito di trascorrere molto tempo con la sorella prima dell'inizio della serie, il che spiega il forte contrasto di Kirino nei suoi confronti, portando Manami che Kirino sia una sorella surrogato per Kyōsuke. Confessa i sentimenti provati per lui, ma non sarà ricambiata. Proverà disprezzo verso Kirino mostrandolo solo verso la fine quando non ne può più rivelando i suoi sentimenti riguardo a questa faccenda.
Saori Makishima (槇島 沙織?, Makishima Saori) / Saori Bajeena (沙織・バジーナ?, Saori Bajīna)
Doppiata da: Hitomi Nabatame
Il capo del comitato degli otaku, diventa amica di Kirino come Kuroneko. È una ragazza agiata ed ha una sorella maggiore. Proprio quest'ultima quando lei era bambina, la portava in un covo con altri otaku con scaffali pieni di action figures, manga eccetera. Un giorno però, la sorella si sposa, non andrà più al gruppo e pian pian anche gli altri se ne andranno. Proprio per questo, decide che anche lei metterà su un gruppo otaku, non sprecando ciò che c'è e le sue passioni. Le verranno donati degli occhiali a spirale da un membro del gruppo otaku di sua sorella. Li porta quasi sempre addosso, dice portino fortuna.
Ruri Goko (五更 瑠璃?, Gokō Ruri) / Kuroneko (黒猫? lett. "gatto nero")
Doppiata da: Kana Hanazawa
Kuroneko, il cui vero nome è Ruri Goko, anche se non usa molto quest'ultimo e preferisce che la si chiami Kuroneko. Una delle due con cui Kirino stringerà amicizia ad un meeting di otaku. Ha gusti molto differenti rispetto a lei, e discuteranno spesso per il loro anime preferito. Molte volte esce di casa con vestiti cosplay. Diverrà una kohai del fratello maggiore di Kirino. Anche lei è innamorata di Kyōsuke, lo chiama senpai. Si fidanza per poco con lui, per poi trasferirsi in un'altra città. Quando torna dopo un mese, Kyōsuke le rivelerà che si è innamorato di un'altra ormai.
Ayase Aragaki (新垣 あやせ?, Aragaki Ayase)
Doppiata da: Saori Hayami
Migliore amica di Kirino, anche lei fa la modella nella stessa agenzia ed è lì che l'ha conosciuta. Inizialmente vede gli otaku e tutto a ciò esso correlato come spazzatura, qualcosa di cui vergognarsi per questo Kirino non le ha mai confessato di essere un otaku. Un giorno per sbaglio, scopre il suo hobby, e non le vorrà parlare più. Kyōsuke aggiusterà un po' le cose tra lei e sua sorella, ma sarà Kirino a convincerla a pensare che gli otaku non sono il male. Anche lei tsundere come Kirino, innamorata di Kyōsuke anche se quest'ultimo la rifiuta, dicendo che c'è un'altra nel suo cuore.
Kanako Kurusu (来栖 加奈子?, Kurusu Kanako)
Doppiata da: Yukari Tamura
Altra amica di Kirino e Ayase, anche lei disprezza gli otaku. È piuttosto irascibile.
Daisuke Kosaka (高坂 大介?, Kōsaka Daisuke)
Doppiata da: Fumihiko Tachiki
Padre di Kirino e Kyōsuke.
Yoshino Kosaka (高坂 佳乃?, Kōsaka Yoshino)
Doppiata da: Akeno Watanabe
Madre di Kirino e Kyōsuke.

## Media

### Light novel e artbook
Oreimo - My Sister Can't Be This Cute iniziò come serie di light novel scritte da Tsukasa Fushimi, con illustrazioni eseguite da Hiro Kanzaki. Il primo volume fu pubblicato da ASCII Media Works sotto l'etichetta della Dengeki Bunko il 10 agosto 2008. La serie si è conclusa con il dodicesimo volume, pubblicato il 7 giugno 2013.
Dopo la conclusione della serie, sono usciti ulteriori volumi, che nonostante continuino la numerazione precedente, presentano dei finali alternativi. I numeri 13 e 14 sono denominati Ayase if e sono usciti rispettivamente il 10 agosto 2019 e il 10 giugno 2020. I numeri 15 e 16 invece sono chiamati Kuroneko if e sono stati pubblicati il 10 settembre 2020 e il 10 marzo 2021. Il numero 17 è chiamato Kanako if ed è stato reso disponibile il 10 settembre 2021.
Un artbook ufficiale della serie con illustrazioni realizzate da Hiro Kanzaki e intitolato Kanzaki Hiro Gashū Cute è stato pubblicato il 24 giugno 2014 da ASCII Media Works e insieme ad esso è stato pubblicato un racconto breve scritto da Fushimi intitolato Ore no imōto ga konna ni kawaii wake ga nai After Story. e ambientato in autunno presso il maid cafe Pretty Garden. Un secondo artbook realizzato sempre da Kanzaki verrà pubblicato nel 2015 da ASCII Media Works.

#### Volumi
| Nº | Data di prima pubblicazione | Data di prima pubblicazione | Data di prima pubblicazione |
| Nº | Giapponese                  | Giapponese                  |                             |
| -- | --------------------------- | --------------------------- | --------------------------- |
| 1  | 10 agosto 2008              | ISBN 978-4-04-867180-4      |                             |
| 2  | 10 dicembre 2008            | ISBN 978-4-04-867426-3      |                             |
| 3  | 10 aprile 2009              | ISBN 978-4-04-867758-5      |                             |
| 4  | 10 agosto 2009              | ISBN 978-4-04-867934-3      |                             |
| 5  | 10 gennaio 2010             | ISBN 978-4-04-868271-8      |                             |
| 6  | 10 maggio 2010              | ISBN 978-4-04-868538-2      |                             |
| 7  | 10 novembre 2010            | ISBN 978-4-04-870052-8      |                             |
| 8  | 10 maggio 2011              | ISBN 978-4-04-870486-1      |                             |
| 9  | 10 settembre 2011           | ISBN 978-4-04-870813-5      |                             |
| 10 | 10 aprile 2012              | ISBN 978-4-04-886519-7      |                             |
| 11 | 10 settembre 2012           | ISBN 978-4-04-886887-7      |                             |
| 12 | 7 giugno 2013               | ISBN 978-4-04-891607-3      |                             |
| 13 | 10 agosto 2019              | ISBN 978-4-04-893285-1      |                             |
| 14 | 10 giugno 2020              | ISBN 978-4-04-912896-3      |                             |
| 15 | 10 settembre 2020           | ISBN 978-4-04-913270-0      |                             |
| 16 | 10 marzo 2021               | ISBN 978-4-04-91343-60      |                             |
| 17 | 10 settembre 2021           | ISBN 978-4-04-913445-2      |                             |

### Manga

Copertina del quarto volume dell'edizione italiana, raffigurante Kirino e Kyōsuke

Un adattamento manga basato sulla serie di light novel disegnato da Sakura Ikeda è stato serializzato sulla rivista Dengeki G's Magazine, edita da ASCII Media Works, tra i numeri di marzo 2009 e maggio 2011. Quattro tankōbon sono stati distribuiti sotto l'etichetta Dengeki Comics di ASCII Media Works dal 27 ottobre 2009 al 27 aprile 2011. Il terzo volume è stato distribuito in edizione regolare e speciale; l'edizione speciale venne venduta con una statuina di Ayase Aragaki. Il manga è stato licenziato nel Nord America da Dark Horse Comics., mentre in Italia è stato pubblicato dalla J-Pop il 30 settembre 2015.
Un manga follow-up, Ore no kōhai ga konna ni kawaii wake ga nai (俺の後輩がこんなに可愛いわけがない? lett. "Non è possibile che la mia kōhai sia così carina"), è stato serializzato del numero di luglio 2011 a quello di luglio 2015 di Dengeki G's Magazine e ha Ruri 'Kuroneko' Goko come protagonista. Il primo volume è stato distribuito il 26 maggio 2012 in edizione regolare e speciale; l'edizione speciale è stata venduta con una statuina di Kuroneko.

#### Volumi
| Oreimo - My Sister Can't Be This Cute (4 volumi)       |                           |                                                                             |                   |                        |
| 1                                                      | 27 ottobre 2009           | ISBN 978-4-04-868172-8                                                      | 30 settembre 2015 | ISBN 978-88-6883-349-7 |
| 1                                                      | Capitoli - Capitoli 1-8   |                                                                             |                   |                        |
| 2                                                      | 27 agosto 2010            | ISBN 978-4-04-868732-4                                                      | 30 settembre 2015 | ISBN 978-88-6883-350-3 |
| 2                                                      | Capitoli - Capitoli 9-14  |                                                                             |                   |                        |
| 3                                                      | 10 dicembre 2010          | ISBN 978-4-04-870111-2 (ed. regolare) ISBN 978-4-04-870120-4 (ed. limitata) | 30 settembre 2015 | ISBN 978-88-6883-351-0 |
| 3                                                      | Capitoli - Capitoli 15-20 |                                                                             |                   |                        |
| 4                                                      | 27 aprile 2011            | ISBN 978-4-04-870480-9                                                      | 30 settembre 2015 | ISBN 978-88-6883-352-7 |
| 4                                                      | Capitoli - Capitoli 21-26 |                                                                             |                   |                        |
| Ore no kōhai ga konna ni kawaii wake ga nai (6 volumi) |                           |                                                                             |                   |                        |
| 1                                                      | 26 maggio 2012            | ISBN 978-4-04-886261-5 (ed. regolare) ISBN 978-4-04-886305-6 (ed. limitata) | —                 | —                      |
| 2                                                      | 27 ottobre 2012           | ISBN 978-4-04-891033-0                                                      | —                 | —                      |
| 3                                                      | 27 giugno 2013            | ISBN 978-4-04-891692-9                                                      | —                 | —                      |
| 4                                                      | 27 gennaio 2014           | ISBN 978-4-04-866331-1                                                      | —                 | —                      |
| 5                                                      | 27 settembre 2014         | ISBN 978-4-04-866852-1                                                      | —                 | —                      |
| 6                                                      | 27 luglio 2015            | ISBN 978-4-04-865267-4                                                      | —                 | —                      |

### Drama CD e radio show
Un drama CD, basato sugli eventi contenuti nei volumi dal primo al terzo della serie di light novel oltre aad una nuova sceneggiatura scritta da Tsukasa Fushimi, fu pubblicata da ASCII Media Works il 31 marzo 2010. Nel CD Ayana Taketatsu interpreta Kirino e Yūichi Nakamura interpreta Kyosuke.
Un internet radio show intitolato Ore no imōto ga (Radio de mo) konna ni kawaii wake ga nai (俺の妹が(ラジオでも)こんなに可愛いわけがない?) per promuovere l'adattamento ad anime furono diffusi via streaming 24 episodi tra il 13 agosto 2010 e il 22 luglio 2011 attraverso il sito ufficiale dell'anime. Lo show fu condotto da Ayana Taketatsu, che interpreta Kirino nell'anime, e Kana Hanazawa, che interpreta Kuroneko.

### Anime

Kirino Kosaka e il logo della serie nella sigla di apertura dell'anime

Un adattamento ad anime di 12 episodi prodotto da AIC e diretto da Hiroyuki Kanbe fu trasmesso in Giappone tra il 3 ottobre e il 19 dicembre 2010. La serie fu pubblicata su otto BD/DVD, con due episodi ciascuno, tra il 22 dicembre 2010 e il 27 luglio 2011. Quattro episodi ONA furono trasmessi via streaming attraverso il sito ufficiale, oltre a diversi altri siti web come Nico Nico Douga, Showtime Japan, and MovieGate, dal 22 febbraio 2011. I primi due furono distribuiti il 27 giugno 2011 nel settimo BD/DVD, mentre gli altri due furono distribuiti il 27 luglio 2011 nell'ottavo. Questi episodi proseguono la storia, interrotta nel dodicesimo episodio della serie TV, riproponendolo nuovamente ma con un nuovo finale alternativo a quello della serie TV. Il cast è composto dagli stessi doppiatori del drama CD. La musica dell'anime è stata composta da Satoru Kōsaki e la colonna sonora fu pubblicata il 12 gennaio 2011.
Una seconda stagione dell'anime, intitolata Ore no imōto ga konna ni kawaii wake ga nai. (俺の妹がこんなに可愛いわけがない。? con un punto alla fine), prodotta stavolta dallo studio A-1 Pictures e composta da 13 episodi, è stata trasmessa dal 7 aprile al 30 giugno 2013. A dispetto del cambio dello studio di animazione rispetto alla prima stagione, la seconda stagione ha avuto lo stesso staff di produzione della prima. Un contest è stato aperto per decidere la sigla di chiusura della seconda stagione. Altri tre episodi aggiuntivi alla seconda stagione sono stati pubblicati in streaming sul sito ufficiale e su Crunchyroll dal 17 agosto al 31 agosto 2013.

#### Colonna sonora

##### Prima stagione
Tema di apertura
1. "irony" di ClariS

Tema di chiusura
1. "Imōto Plea—se!" (妹プリ〜ズ!?) di Ayana Taketatsu
2. "Shine!" di Ayana Taketatsu
3. "Horaism" (ほらいずむ?) di Ayana Taketatsu
4. "Shiroi Kokoro" (白いココロ?) di Saori Hayami
5. "Orange" (オレンジ?) di Ayana Taketatsu
6. "Maegami (マエガミ☆?) di Satomi Sato
7. "Masquerade!" di Kana Hanazawa
8. "Chameleon Daughter" (カメレオンドーター?) di Hitomi Nabatame
9. "Suki Nandamon!" (好きなんだもん！?) di Ayana Taketatsu
10. "Iie, Tom wa Imōto ni Taishite Seiteki na Kōfun o Oboetimasu" (いいえ、トムは妹に対して性的な興奮をおぼえています?) di Yukari Tamura
11. "Akihabara Dance Now!!" (アキハバラ☆だんす☆なう!!?) di Ayana Taketatsu, Kana Hanazawa e Hitomi Nabatame
12. "Tadaima." ((ただいま。?) di Ayana Taketatsu
13. "READY" di Ayana Taketatsu
14. "Inochi Mijikashi Koiseyo Otome" (†命短し恋せよ乙女†?) di Kana Hanazawa
15. "Shokuzai no Serenade" (贖罪のセレナーデ?) di Kana Hanazawa e Yūichi Nakamura
16. "keep on runnin" di Ayana Taketatsu

##### Seconda stagione
Tema di apertura
1. "reunion" di ClariS (tema di chiusura solo nel primo episodio insieme al brano Kanjo Sen loop)

Temi di chiusura
1. "Kanjou Sen loop" (感情線loop?, Emotion Line Loop) di Ayana Taketatsu
2. "Filter" (フィルター?) di Saori Hayami
3. "Forever..." (ずっと・・・?) di Ayana Taketatsu, Kana Hanazawa e Hitomi Nabatame
4. "Honest☆Rhapsody" (ほねすと☆ラプソディー?) di Ayana Taketatsu
5. "Keep" di Ayana Taketatsu
6. "Monochrome☆HAPPY DAY" (モノクロ☆HAPPY DAY?) di Kana Hanazawa
7. "Kyou mo Shiawase" (きょうもしあわせ?) di Yui Ogura
8. "Setsuna no Destiny" (刹那のDestiny?) di Kana Hanazawa
9. "answer" di Ayana Taketatsu
10. "Hoshikuzu Cosplay☆Witch! Desu!" (星くずこすぷれ☆うぃっち！です！?) di Misaki Kuno
11. "Arifureta Mirai he" (ありふれた未来へ?) di Satomi Sato

#### Censura
Nell'edizione trasmessa localmente in Giappone nel decimo episodio della seconda stagione sono state censurate con l'effetto luce le ruote della bici di Meruru con cui Kyosuke si è recato dalla sorella. Tale censura non è invece presente nell'edizione trasmessa da AT-X.